# Menlo Park, California
Menlo Park là một thành phố ở quận San Mateo, California, Mỹ, ở khu vực vùng vịnh San Francisco. Thành phố này nằm ở tọa độ 37°29' độ vĩ bắc, 122°9' độ kinh đông. Menlo Park có 30.785 dân theo điều tra dân số năm 2000 của Hoa Kỳ.